# 员标
员标，又作员世，員姓，字顯業，涇州平涼郡陰槃縣武都里人，北魏将领。
他在北魏担任兖州、岐州、泾州三州刺史，封新安子。死后葬于北魏景明三年（502年）。其墓志1964年在固原县彭阳公社（今彭阳县白阳镇）海巴村赵洼出土，高36厘米，宽16.5厘米，厚6厘米。长方形，泥质灰陶。墓砖正面以魏碑体竖书阴刻志文，右侧面竖阴刻“兖岐泾三州刺史新安子貟世墓志銘”。

## 家族
墓志说他是楚庄王之苗裔，曾祖父后赵鎮西將軍、五部都統、平昌伯员曖旽，其父冠軍將軍、泾州刺史、始平侯员郎，他是员郎之長子。